# Laeta Kalogridis
Laeta Elizabeth Kalogridis (n. 30 d'agost de 1965) és una guionista i productora executiva estatunidenca. Ha escrit guions per a pel·lícules com ara Alexander, Night Watch, Pathfinder i Shutter Island. També va fer de productora executiva per a sèries de televisió com Birds of Prey i Bionic Woman.
El 2013, Kalogridis i el seu company, Patrick Lussier, van signar un contracte per escriure el guió per a l'última pel·lícula de la sèrie de Terminator, l'anomenada Terminator: Genisys. També és la fundadora de la línia "pacifista" durant la Vaga de guionistes a Hollywood de 2007-2008.

## Vida personal
Va néixer a Winter Haven, Florida. És d'ascendència greco-nord-americana.

## Filmografia

### Cinema i televisió
| Any  | Títol                               | Crèdits                                      |
| ---- | ----------------------------------- | -------------------------------------------- |
| 2002 | Birds of Prey                       | Productora executiva                         |
| 2004 | Alexander                           | Guionista                                    |
| 2006 | Night Watch                         | Guionista                                    |
| 2007 | Pathfinder                          | Guionista                                    |
| 2007 | Bionic Woman                        | Productora executiva                         |
| 2009 | Avatar                              | Productora executiva                         |
| 2010 | Shutter Island                      | Productora executiva; guionista              |
| 2013 | White House Down                    | Productora                                   |
| 2015 | Terminator Gènesi                   | Coguionista                                  |
| 2018 | The House with a Clock in Its Walls | Productora executiva                         |
| 2018 | Altered Carbon                      | Creadora, productora executiva i coguionista |
| 2018 | Alita: Battle Angel                 | Coguionista                                  |